# Ile du Golfe
Ile du Golfe è un'isola situata a sud della Tasmania (Australia) nel mar di Tasman. L'isola appartiene alla municipalità di Huon Valley, una delle Local government area della Tasmania e si trova all'interno del Southwest National Park che a sua volta fa parte della Tasmanian Wilderness World Heritage Area.

## Geografia
Ile du Golfe, unica isola completamente calcarea della Tasmania, si trova vicino alla sua costa meridionale, a nord-est delle Maatsuyker Islands. Ha un'area di 0,68 km² e ha un'altezza di 156 m.
A est dell'isola si trovano due piccoli isolotti: 
- Hen Island, con un'area di 0,07 km² e un'altezza di 75 m 43°34′12″N 146°34′48″E.
- Chicken Island, con un'area di 0,019 km² 43°34′12″N 146°36′00″E.

### Fauna
L'isola è stata identificata come Important Bird Area per l'importanza nella riproduzione delle specie. Tra gli uccelli marini e i trampolieri che si riproducono sull'isola c'è il pinguino minore blu (50 coppie), la berta codacorta (140 000 coppie), il prione fatato (356 000 coppie, probabilmente la più grande colonia australiana), il gabbiano australiano (70 coppie), il gabbiano del Pacifico, il cormorano faccianera e la beccaccia di mare fuligginosa.
È stata registrata la presenza dell'antechino di palude. Tra i rettili: il Niveoscincus pretiosus, il Niveoscincus metallicus e la Bassiana duperreyi.